# 1985–1986-os magyar jégkorongbajnokság
A 49. első osztályú jégkorongbajnokságban hét csapat indult el. A mérkőzéseket 1985. november 5. és 1986. február 23. között rendezték meg.

## Az alapszakasz végeredménye
|    | Csapat              | M  | GY | D | V  | GK     | Pont |
| -- | ------------------- | -- | -- | - | -- | ------ | ---- |
| 1. | Újpest Dózsa        | 12 | 11 | 1 | 0  | 131-28 | 23   |
| 2. | Ferencváros         | 12 | 9  | 0 | 3  | 83-37  | 18   |
| 3. | Alba Volán          | 12 | 8  | 1 | 3  | 88-53  | 17   |
| 4. | Dunaújvárosi Kohász | 12 | 6  | 0 | 6  | 41-49  | 12   |
| 5. | Jászberényi Lehel   | 12 | 4  | 0 | 8  | 51-76  | 8    |
| 6. | KSI                 | 12 | 2  | 0 | 10 | 40-111 | 4    |
| 7. | Miskolci Kinizsi    | 12 | 1  | 0 | 11 | 43-123 | 2    |

## A rájátszás végeredménye

### 1-3. helyért
|    | Csapat       | M  | GY | D | V | GK     | Pont |
| -- | ------------ | -- | -- | - | - | ------ | ---- |
| 1. | Újpest Dózsa | 20 | 17 | 2 | 1 | 180-48 | 36   |
| 2. | Ferencváros  | 20 | 13 | 1 | 6 | 110-72 | 26   |
| 3. | Alba Volán   | 20 | 8  | 3 | 9 | 113-99 | 19   |

Megjegyzés: A Ferencváros eredményéből 1 büntetőpontot levontak.

### 4-7. helyért
|    | Csapat              | M  | GY | D | V  | GK     | Pont |
| -- | ------------------- | -- | -- | - | -- | ------ | ---- |
| 4. | Dunaújvárosi Kohász | 18 | 10 | 1 | 7  | 80-60  | 21   |
| 5. | Jászberényi Lehel   | 18 | 8  | 1 | 9  | 106-97 | 17   |
| 6. | KSI                 | 18 | 5  | 0 | 13 | 75-146 | 10   |
| 7. | Miskolci Kinizsi    | 18 | 1  | 0 | 17 | 61-203 | 2    |

## A bajnokság végeredménye
1. Újpest Dózsa

2. Ferencvárosi TC

3. Alba Volán

4. Dunaújvárosi Kohász

5. Jászberényi Lehel

6. Központi Sportiskola

7. Miskolci Kinizsi

## Az Újpest Dózsa bajnokcsapata
Ancsin János, Ancsin László, Balogh Béla, Bodor Zsigmond, Buzás György, Eperjessy Miklós (kapus), Farkas József, Flóra Péter, Füzesi József, Gogolák László, Horváth István, Kevevári Kálmán, Kovács Csaba, Kucsera Péter, Lantos Gábor, Legéndy Imre, Leleszi Zoltán, Menyhárt Gáspár, Pápai Miklós, Pék György, Scheiber Zoltán, Szabó István, Szadovszky Gábor (kapus)
Edző: Szeles Dezső

## A bajnokság különdíjasai
- Az évad legjobb ifjúsági korú játékosa (Leveles Kupa): Paraizs Ernő (FTC)